# 中国野球リーグ
中国野球リーグ（簡体字中国語: 中国棒球联赛、CBL）は、中国棒球協会の開催する中国の野球リーグ。2010年までは7チームによる1リーグ制でリーグ戦が行われていた。2010年は経済的な理由から、リーグ戦はわずか1か月だけ行われた。2012年、2013年からはリーグ戦そのものが中止されたが、2014年に再開された。しかし、その後も開催規模を縮小していき、2018年シーズンは、6チーム各1試合の総当り戦（全15試合）が行われるだけの規模まで縮小した。。
この状況を仕切り直すべく、2019年8月に新たなプロ野球リーグとして、中国プロ野球連盟を発足させたため、中国野球リーグは消滅したが、2023年に復活した。毎年チーム数は多少変動するが、2025年は10チームでリーグ戦が行われた。

## 沿革
- 中国に野球が伝わったのは100年以上前のことで、アメリカや日本への留学生や、アヘン戦争後にやってきた宣教師によって伝えられたと言われている。1959年の第一回全国運動会では、30以上の省・市のチームが優勝を争った。しかしその後文化大革命によって野球文化は衰退、野球チームも解散となった。
- 1970年代から北京や上海などの都市で再び野球チームが結成され始め、現在では十数の野球チームが存在している。2008年に行われる北京オリンピックに後押しされ、その中でも強豪とされる北京市・天津市・上海市・広東省のチームが新リーグを結成、2002年にCBLとして発足。
- 2003年、中国野球リーグがMLBと提携。
- 2005年シーズンから、新たにCBL新規加入決定戦に勝ち抜いた中国ホープスターズ（現：江蘇ヒュージホーセス）と四川ドラゴンズの2チームがリーグへ加入。中国ホープスターズは首都体育大学管轄の若手主体のチーム、四川ドラゴンズは1979年に発足した歴史あるチームである。
- 2006年、2地区制を採用。
- 2007年1月30日、中国棒球協会がニューヨーク・ヤンキースと協力関係を締結（コーチの派遣など）。ヤンキースは野球アカデミーを設立する。
- 2009年、河南が加盟。
- 2009年、2010年、2011年はスポンサーをしていた日本企業がすべて撤退したため、リーグ戦の規模を縮小し、1チーム10試合弱の小規模リーグとなっていた。
- 2012年、2013年はリーグ戦が行われなかった。
- 2014年からリーグ戦が再開された。その後も開催規模を小さくしながら存続してきたが、2017年はリーグ戦が行われなかった。
- 2018年に2年振りにリーグ戦が行われたが、中国プロ野球連盟の設立準備の為リーグ期間は僅か1週間であり、このシーズンを最後に1度消滅した。
- 2019年の中国プロ野球連盟のリーグ戦、さらに3年間のコロナ禍によるリーグ戦中止を経て、2023年に球団数を過去最多タイの10球団として5年振りに復活した。

## 構成球団

### 2025年シーズン
- 北京タイガース
- 天津ライオンズ
- 広東レパーズ
- 江蘇ヒュージホース
- 上海華信
- 四川ドラゴンズ
- 河南グッドシューターズ
- 山東ブルーホエール
- 福建シーシャークス
- 天津体育学院

## 試合形式
- 2002年 発足初年度の2002年は、試合数は各チーム12試合、合計24試合で期間は1か月。変則的なホーム・アンド・アウェー方式による4チームの総当たり戦を行い、勝ち点上位2チームによって決勝が行われた。
- 2003年 2003年は試合数が増加。3月から6月にかけて、各チーム24試合、合計48試合のレギュラーシーズンを戦い、上位2チームによる3戦先勝の最終シリーズによって優勝が決定される方式となった。
- 2004年 2004年は試合数が更に増加。各チーム36試合、合計72試合のレギュラーシーズンを戦い、上位2チームによる3戦先勝の最終シリーズによって優勝が決定される方式となった。
- 2005年 2005年は新たに2球団が加盟。各チーム30試合、合計90試合のレギュラーシーズンを戦い、上位2チームによる3戦先勝の最終シリーズによって優勝が決定される方式となった。
- 2006年～2008年 2006年から2地区制になり、レギュラーシーズンは3チームずつの2地区に分かれ、各チームとも同地区のチームと6試合、他地区のチームとは各々3試合、計21試合を行う。そしてプレーオフは、両地区の1・2位チームがたすきがけ方式で3戦先勝の試合を行い、勝ったチームが3戦先勝の最終シリーズで戦う。
- 2009年 2009年は新たに1球団が加盟したが、試合数が大幅に減少。レギュラーシーズンは各チームとも同地区のチームとの試合のみになり、3チームの北西地区は各チーム8試合、4チームの南東地区は各チーム9試合を行う。そしてプレーオフは、両地区の1・2位チームがたすきがけ方式で1試合ずつ行い、勝ったチーム同士による決勝と、負けたチーム同士の3位決定戦が行われた。
- 2010年 2010年は2地区制が廃止、5年振りに1リーグ制に戻された。各チーム18試合、合計63試合のレギュラーシーズンを戦い、上位2チームによる2戦先勝の最終シリーズによって優勝が決定される方式となった。
- 2011年 2011年は2期制を採用。前後期それぞれ各チーム18試合、合計63試合のレギュラーシーズンが行われ、上位2チームによる2戦先勝の最終シリーズによって各期の優勝が決定される方式となる予定であったが、事情により前期のみで打ち切りとなった。
- 2012年〜2013年 リーグ戦は行われなかった。
- 2014年 2014年から2部制が採用され、4チームずつの2部に分かれてレギュラーシーズンが行われた。5月に各チーム6試合、合計12試合で2部リーグのレギュラーシーズンが行われ、上位2チームが来シーズンから1部リーグに昇格することになった。10月には2度の延期を経て1部リーグが開催、5年振りに2地区制が採用された。2チームずつの2地区に分かれ、各チームとも同地区のチームと6試合レギュラーシーズンを戦う。そして両地区の1位チームが、2戦先勝の最終シリーズで戦う。
- 2015年 2015年は、1部リーグは6チームで各チーム15試合、合計45試合、2部リーグは4チームで各チーム3試合、合計6試合のレギュラーシーズンが行われた。プレーオフは、1部リーグ6位のチームと2部リーグ1位のチームによって、2戦先勝の入れ替え戦として行われ、2部リーグ1位のチームが勝った場合は来シーズンから1部へ昇格、1部リーグ6位のチームは2部降格となる。最終シリーズは、1部リーグの上位2チームによって、2戦先勝の方式で行われた。
- 2016年 2016年も2部制が採用されたが、2部リーグは行われなかった。1部リーグは、各チーム30試合、合計90試合のレギュラーシーズンを戦い、上位2チームによる3戦先勝の最終シリーズによって優勝が決定される方式となった。
- 2017年 リーグ戦は行われなかった。
- 2018年 2018年は、中国プロ野球連盟の設立準備の為、僅か1週間でリーグ戦が行われた。一昨年同様1部リーグのみが行われ、各チーム5試合、合計15試合のレギュラーシーズンを戦い、最終日に5・6位のチームによる5位決定戦、3・4位のチームによる3位決定戦、上位2チームによる決勝が行われた。
- 2019年〜2022年 リーグ戦は行われなかった。
- 2023年 2023年は、3ラウンド制を採用。1次ラウンドは各チーム9試合の総当たり戦で戦い、勝利数の下位2チームはこの時点で脱落となる。生き残った8チームで2次ラウンドと3次ラウンドは行われ、各チーム7試合の総当たり戦で戦う。各ラウンド終了時、各チームには順位に応じてポイントが与えられ、3次ラウンド終了時の総合ポイントによって最終的な順位が決定される。その結果、総合ポイントの上位2チームにる2戦先勝の最終シリーズと、3・4位による3位決定戦が行われる。
- リーグ戦の他に全国体育大会（国体）への都市代表としてのプロチーム参加が認められており、香港などを含めた12の都市代表チームによって勝敗を争う。またチームの積極的な海外遠征も行っており、キャンプや交流戦などを主目的としてアメリカ、台湾、日本、韓国などに遠征している。
- 中国野球ではユニークなことに、野球のルールを知らない観客のために試合中に今のプレーはどういうことなのかという実況が会場内に放送される。またもうひとつの特徴として、多くの日系企業がスポンサーについていることが挙げられる。リーグ全体のスポンサーはCANON中国、サプライヤーはミズノ中国である。2004年の野球アジア選手権で中国代表のスポンサーに日立建機がついていたことが代表的である。
- 球場への入場料は3日間で150人民元(2024年山東ラウンドでの価格)と安いが観客は少ない（プロ用として一定の水準を満たすような球場自体がないためだが、それでも球場を埋めるほどの観客は集まらない）。

## アジアシリーズ
2005年から東アジア各国のプロ野球リーグ戦の優勝チームによるアジアシリーズ・KONAMIカップが行われているが、中国野球リーグについては、第1回（2005年）～第3回（2007年）大会はリーグ優勝チームではなく、ジム・ラフィーバー監督率いる中国野球リーグ選抜が出場した。第4回（2008年）はリーグ優勝チームの天津ライオンズが出場した。（第1回から4回まで会場は日本・東京ドーム）
2011年にアジアシリーズは台湾で再開されたものの、中国野球リーグからの参戦は見送りとなった。2012年のアジアシリーズ（韓国開催）には5年ぶりにチャイナスターズとして参戦した。

## 選手の待遇
- CBLは抜き打ちで体力測定を行っており、これに合格しなければ出場資格が与えられない。（3200メートルを14分20秒以内、ベースランニング1周16秒50以内など）不合格者を出したチームは罰金として1万元（10万円強）をCBLに収める必要がある。
- 選手の給料は月給制で、選手の能力やチームの経済力によってその額は異なるが、大体1000～4000元の間。これは中国の一般の会社員の平均所得並である。

## 日系企業と中国の野球
- 「筑紫哲也 NEWS23」（TBS系）によると、中国野球リーグでは前項で触れた日立建機のように著名な日系企業の支援が比較的目立っている。これは2008年の北京オリンピックを目指した地域再開発事業を進めるに当たって、国家的イベントに対する整備が待ったなしの状態にあることから生まれた「中国特需」を利用したこと、そしてそれに関連して企業イメージを全面的に打ち出すには成長著しい中国の野球が絶好のマーケティング媒体だといわれる。リーグ運営の相談を行っているのもDSM（ダイナスティ スポーツマーケティング）という日系企業であったが、2005年でギブアップし、2006年よりソフトバンクグループの中国棒球企画株式会社が、マーケティング活動を行なっていたが2008年をもって撤退した。
- CBL本体：ミズノ・キヤノン
- 北京タイガース：全日空
- 天津ライオンズ：日立建機

## CBLの担う中国での野球普及への役割
- CBLではMLBやNPBなど海外リーグの協力のもと、「野球」への認知を深めようと「歓楽棒球」と呼ばれる野球体験教室の各都市での開催や、児童施設への訪問などを積極的に行っている。
- 現在、多くの台湾野球コーチたちが中国野球リーグで在籍し交流しているほか、2024年から参加した福建シャークスにはCPBL(台湾プロ野球)在籍経験者の台湾人が複数在籍している。

## 今後の中国野球の展望
- 中国棒球協会では、将来的にリーグを南部と北部に分けた合計8チームへと大幅な拡大を予定している。2004年のアテネ五輪のアジア予選で代表チームはフィリピン、インドネシア、パキスタンと争った予選リーグを勝ち進み、決勝リーグへ進出。ただ、日本、韓国、台湾と戦い結果は全敗。また、2006年のアジア大会（ドーハ）では連敗。日本の大学生にもコールド負けとなった。2008年の北京五輪では予選リーグでタイブレーク方式で台湾にサヨナラ勝ちしたものの、その1勝だけで予選リーグ最下位に終わった。2009年WBC1次ラウンドでは4－1で台湾に勝利した｡
- しかし、サッカーや卓球、バスケットボールなど中国国内の先発の人気スポーツに対抗するために、日本の大学野球水準と言われる実力の底上げと、より一層の宣伝活動が必要だと考えられている。ただ､中日ドラゴンズやメジャーリーグベースボール（マイナー契約）に選手を送り出している｡
- MLBは北京オリンピック後にアメリカ資本のプロ野球チームを中国につくる構想も計画中である。現にニューヨーク・ヤンキースのように中国協会と提携を結んでいる球団も存在する。

## 中国棒球協会（CBA）
- 主任：陳旭（Chen Xu）
- 秘書長：申偉（Shen Wei）

## CBL歴代優勝チーム
CBLでは、チャンピオンシップシリーズで中国野球リーグ優勝を争う。決賽とも呼ばれる。2005年まではリーグ戦の1位と2位が対戦していた。2006年から2009年は2地区制になり、両地区の1位、2位チームのたすきがけ方式による5戦3勝制のプレーオフを行い、それぞれの勝利チームが3戦先勝のチャンピオンシップシリーズを戦った。2023年以降は第１〜３ラウンドで獲得したポイントの上位２チームが２勝先取での決勝ラウンドを行なっている。ここではチャンピオンシップシリーズの結果を記す。
- 星取表は勝利チームから見た結果。○は勝利、●は敗戦、△は引き分け。

| 回数 | 年度   | 優勝チーム                    | 成績       | 星取表 | 相手チーム                    |
| ---- | ------ | ----------------------------- | ---------- | ------ | ----------------------------- |
| 1    | 2002年 | 天津ライオンズ（1位）         | 1勝0敗     | ○      | 北京タイガース（2位）         |
| 2    | 2003年 | 北京タイガース（2位）         | 3勝2敗     | ○○●●○  | 天津ライオンズ（1位）         |
| 3    | 2004年 | 北京タイガース（2位）         | 3勝2敗     | ●●○○○  | 天津ライオンズ（1位）         |
| 4    | 2005年 | 北京タイガース（1位）         | 3勝0敗     | ○○○    | 天津ライオンズ（2位）         |
| 5    | 2006年 | 天津ライオンズ（西南華北1位） | 3勝0敗     | ○○○    | 広東レパーズ（東南華東1位）   |
| 6    | 2007年 | 天津ライオンズ（西南華北1位） | 3勝1敗     | ○●○○   | 広東レパーズ（東南華東1位）   |
| 7    | 2008年 | 天津ライオンズ（西南華北1位） | 3勝0敗     | ○○○    | 北京タイガース（西南華北2位） |
| 8    | 2009年 | 北京タイガース（西北1位）     | 1勝0敗     | ○      | 広東レパーズ（東南1位）       |
| 9    | 2010年 | 広東レパーズ（2位）           | 2勝0敗     | ○○     | 北京タイガース（1位）         |
| 10   | 2011年 | 天津ライオンズ（1位）         | 3勝1敗     | ●○○○   | 広東レパーズ（2位）           |
| -    | 2012年 | -                             | リーグ中断 | -      | -                             |
| -    | 2013年 | -                             | リーグ中断 | -      | -                             |
| 11   | 2014年 | 北京タイガース（1位）         | 2勝1敗     | ○●○    | 天津ライオンズ（2位）         |
| 12   | 2015年 | 江蘇ペガサス（2位）           | 2勝        | ○○     | 北京タイガース（1位）         |
| 13   | 2016年 | 天津ライオンズ（1位）         | 3勝0敗     | ○○○    | 北京タイガース（2位）         |
| -    | 2017年 | -                             | リーグ中断 | -      | -                             |
| 14   | 2018年 | 広東レパーズ（2位）           | 1勝0敗     | ○      | 江蘇ヒュージホース（1位）     |
| 15   | 2023年 | 上海レッドイーグルス（2位）   | 2勝0敗     | ○○     | 江蘇ヒュージホース（1位）     |
| 16   | 2024年 | 江蘇ヒュージホース（2位）     | 2勝0敗     | ○○     | 北京タイガース（1位）         |
| 17   | 2025年 | 上海華信（1位）               | 2勝1敗     | ○●○    | 江蘇ヒュージホース（2位）     |